# Тень над Иннсмутом
«Тень над Иннсмутом» (англ. The Shadow over Innsmouth), в других переводах «Морок над Инсмутом», «Мгла над Инсмутом», «Тень над Иннсмаутом», «Тень над Инсмутом» — фантастическая повесть американского писателя Говарда Филлипса Лавкрафта, написанная в 1931 году и впервые изданная в апреле 1936 года отдельным изданием. Повесть входит в цикл «Мифы Ктулху» и является единственным произведением Лавкрафта, которое было опубликовано как самостоятельная книга при его жизни.

## Сюжет

Карта «Страны Лавкрафта»

Повествование идёт от лица одного молодого человека, рассказывающего о причинах массовых полицейских арестов в американском портовом городке Иннсмут , штат Массачусетс, округ Эссекс, происходивших на протяжении зимы 1927—1928 годов. Причиной же этих арестов, стало его прошение к властям разобраться в ужасных и сверхъестественных делах, творившихся там, свидетелем которых стал он сам. Началось всё летом 1927 года, когда рассказчик, недавно достигший совершеннолетия, путешествовал по Новой Англии, посещая места, связанные с различными ветвями генеалогического древа его семьи. Направляясь из Ньюберипорт в Аркхем, откуда происходили предки его матери, он услышал про один автобусный рейс, которым мало кто ездит, идущий через таинственный полузаброшенный Иннсмут. Стоящий в устье реки Меньюксет Иннсмут со всех сторон окружён солончаковыми болотами. Якобы когда-то это был процветающий морской порт, но из-за некой эпидемии 1846 года, унёсшей жизни большинства его жителей, он пришёл в упадок. После этого в соседних поселениях стали распространяться слухи о трагических случаях в Иннсмуте и на Рифе Дьявола, вблизи гавани. Ныне большинство иннсмутцев занимались рыбной ловлей (а рыба у иннсмутских берегов всегда почему-то кишмя кишела) либо работали на местной золотообрабатывающей фабрике.
Рассказчик посетил музей Ньюберипорта и увидел там странную золотую тиару из Иннсмута, с изображением диковинных существ, которая так его заинтриговала, что он решил посетить этот город. Следующим утром молодой человек отправляется в Иннсмут, который оказался сильно запущен, а на его улицах стоял жуткий запах рыбы. Местных жителей с возрастом словно поражала некая болезнь: их кожа становилась бугристой, а глаза выпученными; стариков вообще не было видно. В бакалейной лавке один нездешний юноша-продавец, рассказал, что здесь очень не любят приезжих, а в городе отсутствуют какие-либо религиозные организации, кроме «Тайного союза Дагона», служители коего поклоняются неизвестным богам. Впрочем, Зедок Аллен, местный пожилой пьяница (доживший, несмотря на свой алкоголизм, до 96 лет и с возрастом, в отличие от большинства иннсмутцев, не подвергшийся странным изменениям), за выпивку будет готов рассказать всё, что он знает об Иннсмуте. Рассказчик угостил Зедока бутылкой виски и тот поведал историю, в которую молодой человек сперва просто не поверил.
В первой половине XIX века, здешний капитан Абед Марш, во время одного из своих тихоокеанских плаваний, обнаружил некий остров, где жили Канаки, никогда не испытывавшие недостатка ни в рыбе, ни в золоте. Капитан покупал у них золото за бесценок и выведал секрет их процветания. Когда-то давно канаки с этого острова познакомились с Глубоководными — бессмертными разумными амфибиями, живущими в океане, на дне которого находятся их города. Эти рыболягушки поклонялись своим древним богам — Дагону и Гидре. В обмен на человеческие жертвоприношения и возможность породниться с людьми, Глубоководные пригоняли к берегам острова рыбу и приносили золото. Матросы взяли себе в жены женщин с этого племени, которые с возрастом начинали превращаться в таких же существ, рыболягушкек, и тогда они уходили в море, после чего уже никогда не старели. Вождь племени по имени Валакеа подарил Абеду некую свинцовую штуковину, с помощью которой можно было вызывать Глубоководных, если бросить её в море и прочесть особое заклинание. Но в 1838 году капитан Марш, в очередной раз приплыв на острова и обнаружил, что соседнее племя перебило всех жителей, а после этого золотой промысел закончился. В Иннсмуте же как раз перестала ловиться рыба и горожане стали бедствовать. Тогда Абед начал убеждать людей Иннсмута отречься от христианской веры и начать поклоняться Дагону. Он вызвал Глубоководных и заключил с ними сделку: те стали подгонять к городу рыбу и привозить золото, а взамен требовали человеческих жертвоприношений в Иннсмуте. С тех пор, в сетях иннсмутских рыбаков, рыба не переводилась никогда, даже если в соседних районах её не было вовсе. Абед заимел немало сторонников и в Иннсмуте, где стали часто пропадать люди. В 1846 году многим иннсмутцам это надоело и они схватили Марша и его сподвижников, посадив в местную тюрьму. Через две недели, ночью из моря вышли рыболягушки и убили большинство иннсмутцев (после эти смерти списали на эпидемию), освободив Марша. После этого, Абед стал главным в городе и основал «Тайный Орден Дагона», а оставшиеся горожане теперь обязаны были спариваться с рыболягушками. Ныне почти все иннсмутцы в родстве с Глубоководными, а семья Маршей по-прежнему заправляет городом. Но что хуже всего, рыболягушки что-то задумали и выращивают в приморских заброшенных домах города каких-то чудовищ — мерзких шогготов.
Внезапно повествование оборвалось криком Зедока: «Они нас заметили!», после чего пьянчужка, указывая на Риф Дьявола, сорвался с места и убежал прочь. Рассказчик поспешил на автобус, в надежде уехать из Иннсмута, но со слов водителя, у автобуса забарахлил мотор, а починит он его не раньше утра. Поэтому молодой человек решил остаться на ночь в гостинице «Джилмен-Хаус», имеющей весьма сомнительную репутацию. Ночью какие-то люди, издающие странные звуки, окружили его комнату и стали ломать дверь. Герой выпрыгнул через окно и сумел спрятаться среди тёмных улиц города, избегая преследователей. Проходя по приморской улице, рассказчик увидел в лунном свете, плывущих со стороны Рифа Дьявола, множество непонятных существ и понял, что рассказ Зедока – чистая правда. В конце концов ему удалось выбраться за черту города по заброшенной железнодорожной ветке, заросшей сорняками.

Иллюстрация к «Тени над Иннсмутом» в «Arkham House»

Следуя по дороге рассказчик неожиданно услышал шум бегущей толпы и почувствовал резкий рыбный запах. Он спрятался в кустах и вскоре увидел тех самых рыболягушек. В их окраске преобладал серовато-зелёный цвет, а фигуры этих пучеглазых существ напоминали антропоидов, головы же были рыбьи. На их блестящей коже выделялись покрытые чешуёй спинные позвонки, а передвигались они прыжками, то на двух ногах, то на четырёх. Часть была в одежде и со знакомыми странными тиарами на головах. Не выдержав напряжения, рассказчик упал в обморок. Придя в сознание лишь утром и добравшись до ближайшего города, он отправился к властям со своей историей. Те, проведя расследование в Иннсмуте, вскоре сожгли тамошние заброшенные строения, многих жителей арестовали, а поблизости от Рифа Дьявола сбросили в пучину несколько глубинных бомб.
Весь следующий год молодой человек пытался забыть увиденное и с головой погрузился в учёбу в университете, после окончания которого поехал в семью своей пропавшей без вести бабки по материнской линии, Илайзы Орн. Её брат некогда неожиданно покончил с собой, после чего бабушка ушла из дома и не вернулась. Как-то раз дед изъявил желание показать внуку семейные ценности, среди которых была фотография бабушки и одна из тех странных тиар, которыми владели рыболягушки. На лице бабки отчетливо просматривались черты «иннсмутской» внешности. Выяснилось, что она была из рода иннсмутских Маршей. Данный факт поверг рассказчика в шок, теперь-то он сообразил, почему покончил с жизнью его дядя и понял, что и сам является потомком капитана Абеда Марша, а в его жилах течет кровь Глубоководных.
Через некоторое время рассказчик и вправду стал меняться физически, будто, некая болезнь поразила его, и на лице все ясней проступал «иннсмутские» черты. Ему стали сниться странные сны о подводном мире. Во сне к нему явилась его бабка Илайза, которая сказала что живёт в океане. Потом рассказчику явилась во сне уже его прапрабабка по имени Пфтьялйи, поведавшая о том, что бомбы, сброшенные властями, не смогли разрушить подводный город Глубоководных — Йхантлей и что скоро рассказчик присоединится к рыболягушкам. Со временем всё это перестало пугать рассказчика. Теперь он точно знал, что близок день, когда он станет одним из них. Заканчивается всё тем, что рассказчик решает вызволить из психиатрической лечебницы своего двоюродного брата, тоже состоявшего в родстве с Глубоководными, и убежать вместе с ним в океан, к бабушке Илайзе.

## Персонажи
- Роберт Олмстед

Роберт Олмстед (англ. Robert Olmstead) — рассказчик и главный герой, ему 21 год, учился на пятом курсе университета в Толедо. Истинный ценитель антиквариата, достопримечательностей и прочей старины. Работал в страховой компании, у него западный говор. Он обнаруживает Иннсмут во время путешествия по Новой Англии, собирая информацию по части собственной генеалогии, и находит больше, чем он ожидал. Персонаж, остается неназванный в самом рассказе, но его имя называется в примечаниях Лавкрафта к «Тени над Иннсмутом», опубликованных в книге «Something About Cats and Other Pieces» издательства «Arkham House» (1949). «Энциклопедия Лавкрафта» указывает на то, что путешествия Олмстеда совпадают с привычками самого Лавкрафта — Лавкрафт тоже будет «искать самый дешевый маршрут», а ужин Олмстеда из «овощного супа с крекерами» типичен для низкобюджетной диеты Лавкрафта. Рассудок героя в повести слабеет, когда ему предоставляется возможность взглянуть на то, что существует за пределами воспринимаемой им реальности — это часто происходит с персонажами «Мифов Ктулху».
- Абед Марш

Абед Марш (англ. Obed Marsh) — состоятельный морской капитан, глава элитной семьи Марш и основатель «Тайного Ордена Дагона». Зедок Аллен назвал его человеком, который первым вызвал Глубоководных в Иннсмут. В 1846 году он был заключен в тюрьму после того, как города, граничащие с Инсмутом, стали обвинять его команду. Умер в 1878 году. Согласно заметкам Лавкрафта, дочь Марша, Элис, прабабушка Роберта Олмстеда. Продавец торговой лавки сравнивает Абеда Марша с Крёзом — царем Лидии.
- Барнабас Марш

Барнабас Марш (англ. Barnabas Marsh) — известен как «Марш Старший», владелец нефтеперерабатывающего завода Маршей. Внук Абеда Марша (от его полностью человеческой жены) и сын Онесифоруса (англ. Onesiphorus Marsh). Мать Барнабаса, хотя люди никогда не видели её на публике, очевидно, была настоящей Глубоководной. Зедок Аллен говорит о нем: «Сейчас, Барнабас почти изменился. Глаза больше не могут закрываться, он совсем не в форме. Говорят, он все еще носит одежду, но скоро уйдет в воду».
- Зедок Аллен

Зедок Аллен (англ. Zadok Allen) — один из немногих полностью человеческих жителей Иннсмута, известный алкоголик. Старик с красным лицом, косматой бородой, водянистыми глазами и в неописуемых лохмотьях. Его пьяные россказни позволяют Лавкрафту передать большую часть тайной предыстории города герою. Родился в 1831 году, ему 96 лет, Аллен исчезает и умирает в 1927 году, будучи похищенным и принесенным в жертву «Тайным Орденом Дагона». «Энциклопедия Лавкрафта» отмечает, что Аллен похож на Джонатана Э. Хога, поэта-любителя, знакомого Лавкрафта, и разделяет его годы рождения и смерти. Возможное литературное вдохновение — это персонаж доктора Хамфри Латропа из романа Герберта Гормана «Место под названием Дагон» (1927), который, также как и Аллен, знает тайную историю своего города.
- Продавец бакалейной лавки

Продавец бакалейной лавки (англ. Grocery store clerk) — безымянный юноша лет 17, уроженец Аркхема, и, следовательно, полностью человек. Начальство перевело его в Иннсмут, и он, и его семья, ненавидят его работу, но он не может позволить себе бросить работу. Он счастлив встретить рассказчика и описывает зловещие события в Иннсмуте, но сам не знает, что происходит в городе на самом деле. Продавец рассказывает рассказчику о причудливых уродствах, от которых страдают местные горожане, и о том, что старшее поколение почти никогда не выходит на улицу из-за их чудовищной внешности. Он кратко информирует рассказчика про «Тайный Орден Дагона» и направляет его к пьянице Зедоку Аллену за дополнительной информацией.

### Второстепенные персонажи
- Кейси (англ. Casey) — фабричный инспектор, который побывал в Иннсмуте и рассказал страшные истории про тамошних странных жителей.
- Анна Тилтон (англ. Miss Anna Tilton) — руководитель Исторического общества в Ньюберипорте.
- Доктор Уоллес (англ. Dr. Wallace) — духовный наставник молодого бакалейщика из методистской церкви в Эшбери.
- Мэтт Элиот (англ. Matt Eliot) — первый напарник Абеда Марша, был против язычества, вскоре исчез.
- Валакиа (англ. Walakea) — вождь племени канаков на Каролинских островах, колдун призывающий Глубоководных, у него желтое лицо.
- Уэйт (англ. Waite) — хозяин старой мельницы, на месте которой Марш построил фабрику.
- Бэбкок (англ. Babcock) — заправлял прихожанами-баптистами, был изгнан вместе с протестантским священником и методистским.
- Хирам Джилмен, Ник Пирс, Луэлли Уэйт, Адонирам Саусвик, Генри Гаррисона (англ. Hiram Gilman, Nick Pierce, Luelly Waite, Adoniram Saouthwick, Henry Garrison) — были принесены в жертву.
- Лэпхем Пибоди (англ. Lapham Peabody) — Руководитель исторического общества в Аркхеме. Пибоди упоминается в повести «Хребты Безумия».
- Илайза Орн (англ. Eliza Orne) — бабушка рассказчика, родом из Аркхема, в 1867 году, в возрасте 17 лет, вышла замуж за Джеймса Вильямсона (англ. James Williamson) родом из Огайо. В романе «Случай Чарльза Декстера Варда» появляется некромант Джедедая Орн из Провиденса.
- Бенджамин Орн (англ. Benjamin Orne) — отец Илайзы Орн, прадед рассказчика. Его жена была сиротой из нью-гэмпширского клана Маршей и приходилась кузиной Маршам из округа Эссекс. Училась во Франции, слабо знала своих родителей.
- Энох и Лидия Месерв (англ. Enoch and Lydia Meserve) — якобы родители Илайзы Орн из Нью-Гэмпшира. Но люди говорили, что на самом деле она была дочерью одной из ветвей Маршей.
- Мисс Вилльямсон (англ. Mrs. Williamson) — мать рассказчика, родом из Кливленда, обладала пристальным, немигающим взглядом, как у жителей Иннсмута.
- Дядя Дуглас (англ. Uncle Douglas) — дядя рассказчика, совершил самоубийство, после поездки в направлении Аркхема. Очень похож на сестру, особенно немигающим взглядом.
- Дядя Уолтер (англ. Uncle Walter) — дядя рассказчика, похож на своего отца, хотя, его сын Лоуренс (англ. Lawrence) был копией бабушки. Недуг вынудил его уединиться в лечебнице в Кэнтоне.
- Пт'тиа-л'йи или Пфтьялйи (англ. Pth’thya-l’yi) — представительница Глубоководных. Это название также можно обозначать целиком одно из племен Глубоководных.

### Генеалогическое древо главного героя
| Цвет: | Глубоководные | Люди | Гибриды |

|                  |                  | Пфтьялйи         | Пфтьялйи         | Пфтьялйи         | Пфтьялйи         | Пфтьялйи | Пфтьялйи |                  |                  |                  |                  |                  |                  |            |            |                  |                  |                  |                  | Абед Марш        | Абед Марш        | Абед Марш | Абед Марш | Абед Марш        | Абед Марш        |                  |                  |                  |                  |                  |                  |                  |                  |      |      | первая жена | первая жена | первая жена | первая жена | первая жена | первая жена |            |            |            |            |  |  |
|                  |                  | Пфтьялйи         | Пфтьялйи         | Пфтьялйи         | Пфтьялйи         | Пфтьялйи | Пфтьялйи |                  |                  |                  |                  |                  |                  |            |            |                  |                  |                  |                  | Абед Марш        | Абед Марш        | Абед Марш | Абед Марш | Абед Марш        | Абед Марш        |                  |                  |                  |                  |                  |                  |                  |                  |      |      | первая жена | первая жена | первая жена | первая жена | первая жена | первая жена |            |            |            |            |  |  |
|                  |                  |                  |                  |                  |                  |          |          |                  |                  |                  |                  |                  |                  |            |            |                  |                  |                  |                  |                  |                  |           |           |                  |                  |                  |                  |                  |                  |                  |                  |                  |                  |      |      |             |             |             |             |             |             |            |            |            |            |  |  |
|                  |                  |                  |                  |                  |                  |          |          |                  |                  |                  |                  |                  |                  |            |            |                  |                  |                  |                  |                  |                  |           |           |                  |                  |                  |                  |                  |                  |                  |                  |                  |                  |      |      |             |             |             |             |             |             |            |            |            |            |  |  |
| двое детей       | двое детей       | двое детей       | двое детей       | двое детей       | двое детей       |          |          | Бенджамен Орн    | Бенджамен Орн    | Бенджамен Орн    | Бенджамен Орн    | Бенджамен Орн    | Бенджамен Орн    |            |            | Элис Марш        | Элис Марш        | Элис Марш        | Элис Марш        | Элис Марш        | Элис Марш        |           |           | Онесифорус Марш  | Онесифорус Марш  | Онесифорус Марш  | Онесифорус Марш  | Онесифорус Марш  | Онесифорус Марш  |                  |                  | жена             | жена             | жена | жена | жена        | жена        |             |             | три дочери  | три дочери  | три дочери | три дочери | три дочери | три дочери |  |  |
| двое детей       | двое детей       | двое детей       | двое детей       | двое детей       | двое детей       |          |          | Бенджамен Орн    | Бенджамен Орн    | Бенджамен Орн    | Бенджамен Орн    | Бенджамен Орн    | Бенджамен Орн    |            |            | Элис Марш        | Элис Марш        | Элис Марш        | Элис Марш        | Элис Марш        | Элис Марш        |           |           | Онесифорус Марш  | Онесифорус Марш  | Онесифорус Марш  | Онесифорус Марш  | Онесифорус Марш  | Онесифорус Марш  |                  |                  | жена             | жена             | жена | жена | жена        | жена        |             |             | три дочери  | три дочери  | три дочери | три дочери | три дочери | три дочери |  |  |
|                  |                  |                  |                  |                  |                  |          |          |                  |                  |                  |                  |                  |                  |            |            |                  |                  |                  |                  |                  |                  |           |           |                  |                  |                  |                  |                  |                  |                  |                  |                  |                  |      |      |             |             |             |             |             |             |            |            |            |            |  |  |
| Джеймс Уильямсон | Джеймс Уильямсон | Джеймс Уильямсон | Джеймс Уильямсон | Джеймс Уильямсон | Джеймс Уильямсон |          |          |                  |                  |                  |                  | Илайза Орн       | Илайза Орн       | Илайза Орн | Илайза Орн | Илайза Орн       | Илайза Орн       |                  |                  |                  |                  |           |           |                  |                  |                  |                  | Барнабас Марш    | Барнабас Марш    | Барнабас Марш    | Барнабас Марш    | Барнабас Марш    | Барнабас Марш    |      |      | жена        | жена        | жена        | жена        | жена        | жена        |            |            |            |            |  |  |
| Джеймс Уильямсон | Джеймс Уильямсон | Джеймс Уильямсон | Джеймс Уильямсон | Джеймс Уильямсон | Джеймс Уильямсон |          |          |                  |                  |                  |                  | Илайза Орн       | Илайза Орн       | Илайза Орн | Илайза Орн | Илайза Орн       | Илайза Орн       |                  |                  |                  |                  |           |           |                  |                  |                  |                  | Барнабас Марш    | Барнабас Марш    | Барнабас Марш    | Барнабас Марш    | Барнабас Марш    | Барнабас Марш    |      |      | жена        | жена        | жена        | жена        | жена        | жена        |            |            |            |            |  |  |
|                  |                  |                  |                  |                  |                  |          |          |                  |                  |                  |                  |                  |                  |            |            |                  |                  |                  |                  |                  |                  |           |           |                  |                  |                  |                  |                  |                  |                  |                  |                  |                  |      |      |             |             |             |             |             |             |            |            |            |            |  |  |
|                  |                  |                  |                  |                  |                  |          |          |                  |                  |                  |                  |                  |                  |            |            |                  |                  |                  |                  |                  |                  |           |           |                  |                  |                  |                  |                  |                  |                  |                  |                  |                  |      |      |             |             |             |             |             |             |            |            |            |            |  |  |
| Дуглас Уильямсон | Дуглас Уильямсон | Дуглас Уильямсон | Дуглас Уильямсон | Дуглас Уильямсон | Дуглас Уильямсон |          |          | отец рассказчика | отец рассказчика | отец рассказчика | отец рассказчика | отец рассказчика | отец рассказчика |            |            | мать рассказчика | мать рассказчика | мать рассказчика | мать рассказчика | мать рассказчика | мать рассказчика |           |           | Уолтер Уильямсон | Уолтер Уильямсон | Уолтер Уильямсон | Уолтер Уильямсон | Уолтер Уильямсон | Уолтер Уильямсон |                  |                  | жена             | жена             | жена | жена | жена        | жена        |             |             |             |             |            |            |            |            |  |  |
| Дуглас Уильямсон | Дуглас Уильямсон | Дуглас Уильямсон | Дуглас Уильямсон | Дуглас Уильямсон | Дуглас Уильямсон |          |          | отец рассказчика | отец рассказчика | отец рассказчика | отец рассказчика | отец рассказчика | отец рассказчика |            |            | мать рассказчика | мать рассказчика | мать рассказчика | мать рассказчика | мать рассказчика | мать рассказчика |           |           | Уолтер Уильямсон | Уолтер Уильямсон | Уолтер Уильямсон | Уолтер Уильямсон | Уолтер Уильямсон | Уолтер Уильямсон |                  |                  | жена             | жена             | жена | жена | жена        | жена        |             |             |             |             |            |            |            |            |  |  |
|                  |                  |                  |                  |                  |                  |          |          |                  |                  |                  |                  |                  |                  |            |            |                  |                  |                  |                  |                  |                  |           |           |                  |                  |                  |                  |                  |                  |                  |                  |                  |                  |      |      |             |             |             |             |             |             |            |            |            |            |  |  |
|                  |                  |                  |                  |                  |                  |          |          |                  |                  |                  |                  | рассказчик       | рассказчик       | рассказчик | рассказчик | рассказчик       | рассказчик       |                  |                  |                  |                  |           |           |                  |                  |                  |                  | Лоренс Уильямсон | Лоренс Уильямсон | Лоренс Уильямсон | Лоренс Уильямсон | Лоренс Уильямсон | Лоренс Уильямсон |      |      |             |             |             |             |             |             |            |            |            |            |  |  |

## Вдохновение

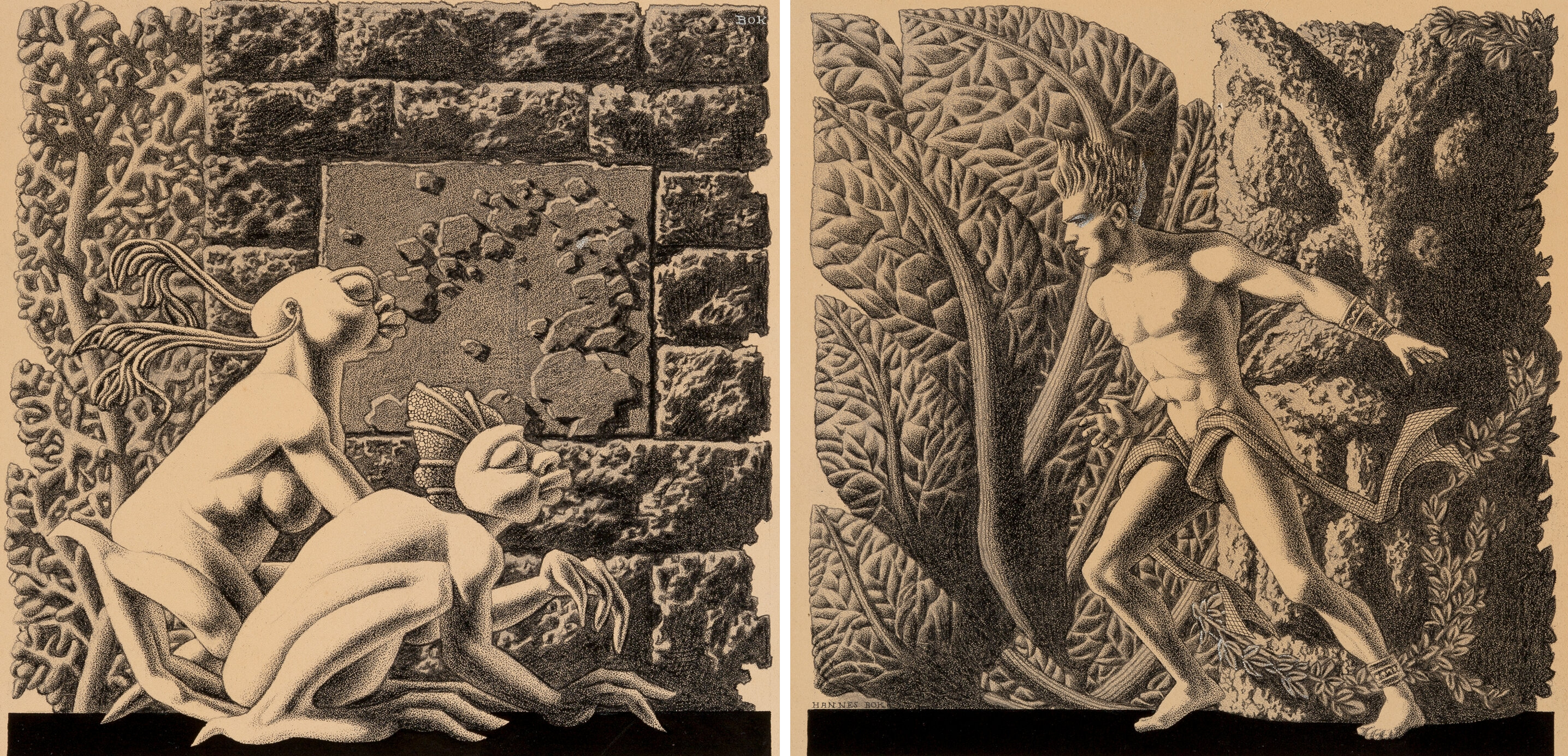
Иллюстрации к «Тени над Иннсмутом» в «Weird Tales», художник Ханнес Бок.

Оба родителя Лавкрафта умерли в психиатрической больнице, и некоторые критики считают, что озабоченность по поводу унаследованной склонности к физическому и психическому вырождению отражена в сюжете «Тени над Иннсмаутом». Повесть также перекликается некоторыми темами из более ранних рассказов — «Улица», «Ужас в Ред Хуке» и «Артур Джермин». Лайон Спрэг де Камп предполагает, что вероятное влияние на сюжет повести, — это ужас Лавкрафта от смешения рас.
Лавкрафт придумал Иннсмут под впечатлением от городка Ньюберипорт (штат Массачусетс), который он посещал в 1923 году и осенью 1931 года. Реальный Ньюберипорт описывается в повествовании как соседний город.
Роберт Прайс называет две работы, как источники вдохновения для написания «Тени над Иннсмутом»: рассказы «Капитан порта» Роберта Чамберса и «Рыбоголовый» Ирвина Кобба. История Чамберса рассказывает об открытии расы людей-амфибий, живущих в глубокой впадине недалеко от атлантического побережья США. Эти существа описываются как люди с круглыми, неподвижными, рыбьими глазами и мягкой, обтягивающей кожей, имеющие жабры . Лавкрафт был явно впечатлен этим рассказом, написав в письме Фрэнку Белнэпу Лонгу: «Боже! "Капитан порта"!!!"Рыбоголовый"» — это история о сверхъестественном человекоподобном чудовище, схожим с рыбой: его череп был скошен назад настолько резко, что вряд ли можно сказать, что у него вообще есть лоб, подбородка как будто бы вовсе не было. Его глаза были маленькими и круглыми с розово-жёлтыми зрачками, и они были широко расставлены на его голове, выглядев как глаза рыбы. В своем эссе «Сверхъестественный ужас в литературе» Лавкрафт назвал рассказ Кобба «чрезвычайно эффективным в его изображении неестественного сходства между гибридом-идиотом и странной рыбой из изолированного озера». Роберт Прайс отмечает, что Рыбоголовый, как сын отца-негра и матери индианки-полукровки, однозначно воплощает основную предпосылку «Тени над Иннсмутом»: «Это, конечно, действительно то, что Лавкрафт находил отвратительным, саму идею межрасового брака… разных этнических рас, спаривающихся между собой и „загрязняющих“ генофонд». Прайс также указывает на сходство в названиях между подводным городом Глубоководных Йхантлеем и Йохарнет-Лехеем — вымышленным богом сновидений и фантазий из цикла «Боги Пеганы» лорда Дансейни, который всю ночь посылает из Пеганы сновидения, чтобы порадовать людей Земли. Йохарнет-Лехей этакий предшественник вымышленного божества Лавкрафта Ктулху, который посылает менее приятные сны из подводного города Р’льех.

## Публикация

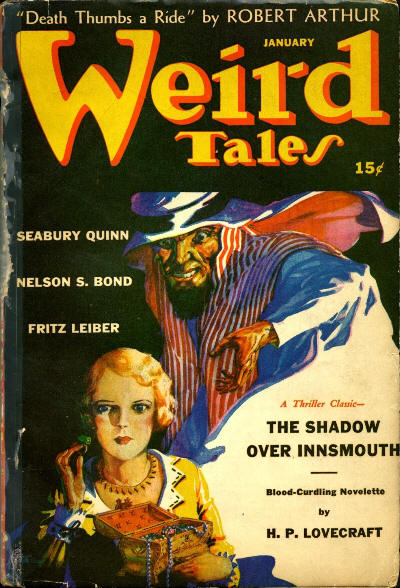
«Weird Tales», 1942 год.

Лавкрафт был довольно критичен к «Тени над Иннсмутом», написав Августу Дерлету: «Эта история имеет все недостатки, о которых я сожалею, особенно в плане стиля, куда проникли избитые фразы, несмотря на все меры предосторожности… Нет, я не собираюсь предлагать „Тень над Иннсмутом“ для публикации, поскольку у неё не будет шансов на это».
История была отклонена редактором журнала «Weird Tales» Фарнсуортом Райтом, когда Дерлет тайно представил ее для публикации в 1933 году. «Я прочитал историю Лавкрафта… и должен признаться, что она очаровывает меня», — написал он Дерлету. «Но я не знаю, что я могу с этим сделать. Трудно разбить историю такого рода на две части, и она слишком длинная, чтобы быть напечатанной в одной». В письме к Роберту Говарду, Дерлет пишет о том, что он приложил огромные усилия, чтобы скрыть попытку издания «Тени над Иннсмутом», так как Лавкрафт боялся отказа. В итоге всё оказалось напрасно, так как писатель всё равно узнал об этом.
Вдохновленный самостоятельными изданиями историй Кларка Эштона Смита, Лавкрафт задумал идею опубликовать свои произведения отдельными книгами. В конце 1935 года издательство «Visionary Publishing Company», основанное в этом же году Уильямом Л. Кроуфордом — издателем журнала «Marvel Tales», начала процесс выпуска «Тени над Иннсмутом» как самостоятельной книги. Проект был реализован в ноябре 1936 года (хотя на странице авторского права указана дата публикации — апрель 1936 года), но в этом издании было так много типографских ошибок, что Лавкрафт настоял включить туда список опечаток (который также оказался некачественным). Лавкрафт был недоволен изданием; в письме к своему корреспонденту Ли Макбрайду Уайту, 30 ноября 1936 года, он написал: «Моя „Тень над Иннсмутом“ наконец вышла, но как первая книга в твёрдом переплёте она не пробуждает во мне никакого энтузиазма. Это действительно, самое паршивое, что я когда-либо видел — 30 опечаток, неровный формат, небрежный переплёт. Единственный плюс, это набор иллюстраций, одна из которых, на суперобложке, сохраняет внешний вид вещей…».
Повесть вышла тиражом в переплёте в 200 экземпляров — единственная фантастическая книга Лавкрафта, распространенная при его жизни. Всего Кроуфорд напечатал 400 экземпляров, но переплетено было только 200; другие были позже выброшены. Об этом издании Роберт Вайнберг написал: «Было напечатано всего несколько сотен экземпляров книги, и даже меньше, чем было продано, хотя она была доступна по выгодной цене в 1 доллар за экземпляр. Она отличалась хорошей бумагой, черным льняным переплётом и четырьмя иллюстрациями. Книга была единственной в твердой обложке, опубликованной при жизни Лавкрафта и стала одним из настоящих раритетов. Провал и плохие продажи книги убедили Уильяма Кроуфорда в тщетности его усилий по её изданию».
После смерти Лавкрафта в 1937 году Дерлет попытался снова опубликовать повесть. Он опять получил отказ от «Weird Tales» и журнала «Famous Fantastic Mysteries». Только в 1941 году, преемница умершего Райта, Дороти Макилврейт, согласилась её напечатать. В итоге несмотря на то, что журнал «Weird Tales» отклонил «Тень над Иннсмутом» при жизни Лавкрафта, повесть была напечатана в нём в 1942 году, хоть и уже после его смерти и со значительными сокращениями.

## Оценки
Американский теолог и религиовед Роберт Прайс указывает на гностические корни в образе Азатота и истолковывает «Тень над Иннсмутом» как ритуал посвящения. Лайон Спрэг де Камп не отнёс рассказ к лучшим работам автора, указав на недочёт с кульминацией в середине, назвав сцены действий — отходом от Лавкрафта; однако назвал его достойным и важным для «Мифов Ктулху». По словам де Кампа, Лавкрафт не доверял своей способности рассказывать сцены действий и этот рассказ необычен тем, что Лавкрафт включает продолжительную и эффектную сцену действий в финале.
Запоминающаяся сцена осады в гостинице талантливо исполнена наравне с некоторыми из самых убедительных глав романа Р. Л. Стивенсона «Похищенные». Август Дерлет назвал «Тень над Иннсмутом» «мрачной, задумчивой историей, типичной для Лавкрафта в его лучших проявлениях». Роберт Вайнберг похвалил ее как «хорошо написанную историю».

## «Мифы Ктулху»
Лавкрафт разработал отдельную мифологическую базу о Глубоководных (англ. Deep Ones), которые скрываются у берегов Иннсмута. Зедок Аллен рассказывает основную часть мифов о подводных существах. Абед Марш встретил их на островах канаков, к востоку от Отахайт (англ. Otaheité), в Таити, где находятся барельефы с изображением морских чудовищ и свастики, — похожие на идолы Понапе на Каролинских островах или Моаи на Острове Пасхи. В рассказах «Зов Ктулху» и «Дагон» описаны похожие идолы и острова. Вулканический остров Глубоководных старше Потопа. Гигантских морских существ можно сравнить с ветхозаветными Исполинами, от которых произошли другие расы существ. Дети Глубоководных и людей рождаются гибридами, а позже они преображаются и уходят в море, — к матери Гидре и отцу Дагону, от которых мы все произошли. В рассказе «Дагон» появляется морское божество — Дагон; а Гидра упоминается впервые. В произведениях «Карающий Рок над Сарнатом», «Зов Ктулху», «Хребты Безумия» говорится о родстве человека с другими расами. Аллен говорит фразу из рассказа «Зов Ктулху»: «Йа! Йа! Ктулху фхтагн! Пх'нглуи мглв'нафх Ктулху Р'льех вгах'нагл фхтагн».
В древности на Земле обитали «Древние» или «Старейшины» (англ. Old Ones), которые ныне «лежат глубоко внизу и пребывают в состоянии покоя, но однажды восстанут и воздадут должное ненасытной жажде Великого Ктулху» — это мифы о пришельцах из рассказа «Зов Ктулху». Глубоководные обитали на суше, но потом ушли под воду, а ныне хотят вытравить людей, — как это сделали Древние с «прежними существами». В повести «Хребты Безумия» описаны Старцы, создавшие первых существ на Земле и шогготов, которые строили подводные лабиринты и островные города, такие как Р'льех, который позже захватили осьминогоподобные пришельцы, — Потомки Ктулху. Рассказчику снятся подводные лабиринты и город Й'хантлеи (англ. Y’ha-nthlei), где живут Пт'тиа-л'йи (англ. Pth’thya-l’yi). В рассказе «Загадочный дом на туманном утёсе» упоминаются подводные лабиринты, где жили Гнорри. В рассказе «Храм» впервые упоминаются подводные лабиринты.
Структура сюжета напоминает произведения, в которых герой становится невольным свидетелем оккультных ритуалов: «Дагон», «Болото Луны», «Праздник», «Ужас в Ред Хуке», «Зов Ктулху», «Шепчущий во тьме». В рассказе «Болото Луны» схожим образом описана процессия нимф. В рассказе «Безымянный город» описана древняя раса рептилии и фрески с изображением гигантских существ и их морской столицы. Одна из дочерей Марша похожа на рептилию.
Зедок Аллен пытается передать все известные ему сведения из религии и смешивает языческие обряды островитян с преданиями из Ветхого Завета: «Дагон и Ашторет, Сатана и Вельзевул... Идолы Канаана и филистимлян... страхи вавилонские — Мене, мене текел упарсин». Аллен описывает подводный город с чертами Загробного мира, где можно встретить умершего родственника.
Лавкрафт основывается на широко распространенных в мифологии Европы легендах о колдунах, которые вызывают чудовищ из Иных миров. Для призыва Глубоководных нужен магический предмет — это черты нечистой силы. Инсмутцы называют их дьяволами и чертями из бездны на дне океана, где разверзлись Врата ада. Риф Дьявола играет роль магического холма и врат в Иной мир. Сектанты должны отказаться от веры и трижды присягнуть «Тайному Ордену Дагона», — так поступает человек, когда продают душу. Сектанты совершают жертвоприношения, что поможет им преобразится и обрести бессмертие. Глубоководные же поклоняются Дагону и Ктулху, и приносят собратьев в жертву «Морским богам» (англ. Sea-gods).
В рассказе «Тварь на пороге», Асенат Уэйт из Иннсмута была одержима духом своего отца, Эфраима, который косвенно является одним из гибридов человека и Глубоководных. Слуги в их доме тоже уроженцы Иннсмута. Действие рассказа происходят после событий «Тень над Иннсмутом», поскольку Асенат избежала правительственного рейда, который упоминается в начале рассказа. Уэйт, Джилман, Элиот и Марши — это «тщательно оберегаемые» старинные семьи Иннсмута. Несмотря на свое имя, главный герой рассказа «Грёзы в ведьмовском доме», Уолтер Джилман, не имеет никаких связей с Иннсмутом или Глубоководными. Пибоди из Мискантоникского университета упоминается в повести «Хребты Безумия».
Август Дерлет описывает Глубоководных в рассказах «Комната с заколоченными ставнями» и «Иннсмутская глина», которые он завершил на основе записей Лавкрафта. Дерлет изменил описание Глубоководных и родственно связал Маршей с семьей Уэйтли из Данвича из рассказа «Ужас Данвича». Последователи «Мифов Ктулху» часто описывают Глубоководных.

## «Страна Лавкрафта»

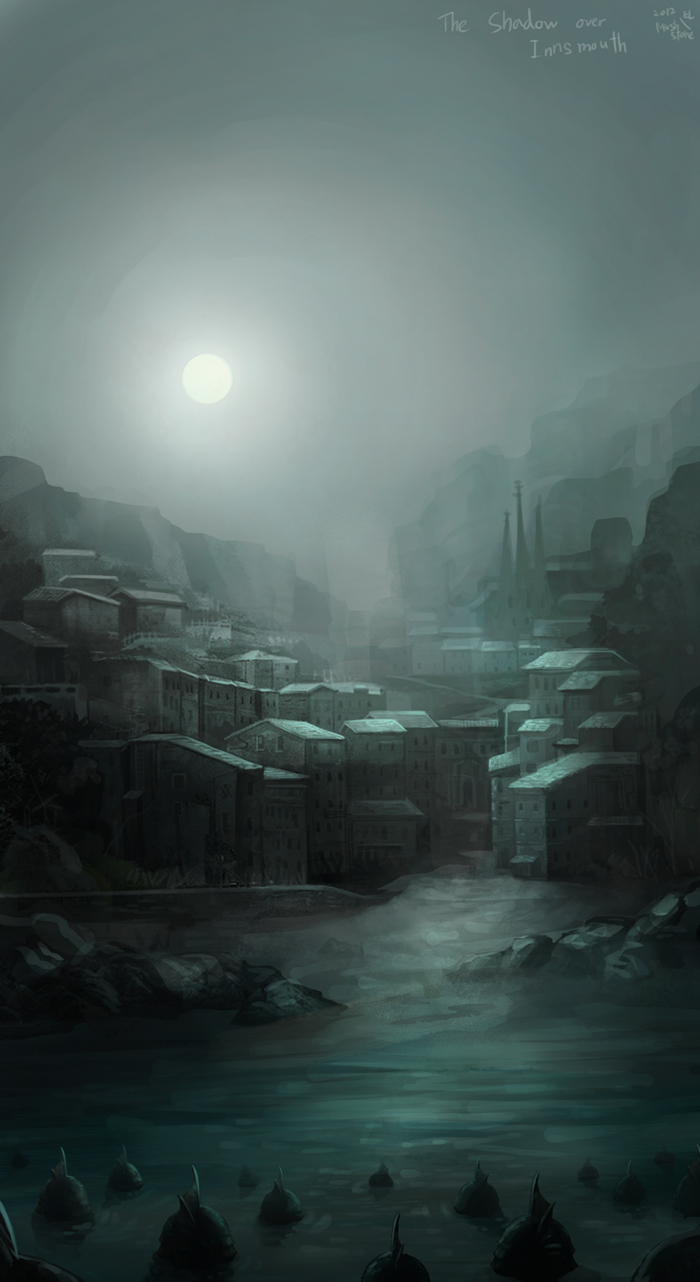
Иннсмут

В повести упоминаются: Ньюберипорт, Роули, Ипсвич, Эссекс, Данвсерс, Сейлем, Бостон, Провиденс, которые действительно находятся в штате Массачусетс. Лавкрафт добавляет к ним полностью вымышленный город Иннсмут, что лежит среди болот, вблизи Плам, Кейп-Энн, горы Кингспорт-Хед (англ. Kingsport Head) и Сливового острова; и соединен дорогой с Ипсвичем и Роули. 
Это был тот самый окутанный мрачными тенями подозрения и всеобщей неприязни Иннсмаут. Это довольно крупный город, заполненный компактными постройками, однако в нем определенно ощущался непривычный дефицит зримой, ощутимой жизни. Над хитросплетением черных дымоходов не курился ни единый дымок, а три высокие некрашеные колокольни холодно маячили на фоне омываемого морем горизонта. Необъятная для взора масса провисающих двускатных крыш и заостренных фронтонов домов с пронзительной ясностью свидетельствовали о явном и далеко зашедшем упадке. Во многих крышах зияют черные провалы, а некоторые обвалились целиком. Были там и большие, квадратные дома, выстроенные в георгианском стиле, с унылыми куполообразными крышами. Едва различимые полоски старых проселочных дорог соединяли город с Роули и Ипсвичем. То там, то здесь виднелись остатки полуразрушенных причалов, чуть нависавших над водой своими исковерканными, напрочь сгнившими краями. Проезжая мимо старых, опустевших фермерских домов, каждый из которых отличался от соседних лишь степенью своего разрушения, не было ни единой живой души. В окнах некоторых из заселенных жилых построек вместо разбитых стекол виднелись драные половики, а в захламленных дворах повсюду валялись ракушки и тела дохлых рыбин. И над всем этим зависал всепроникающий, удушающий рыбный запах.
Кассир упоминает Пэнтон, штат Вермонт. Рассказчик упоминает мест Меланезии, Полинезии и стран Тихого океана.

## Связь с другими произведениями
В рассказе «Зов Ктулху» описаны многие сведения из этого рассказа.
В рассказе «Дагон» описан остров поднявшийся со дна и морское существо Дагон.
В повести «Хребты Безумия» описаны Старцы, которые создали первых живых существ на Земле и шогготов, а также их морские города-лабиринты.
В рассказе «Храм» подводная лодка обнаруживает город на дне океана и амфибий.
В рассказе «Лунная топь» схожим образом описана шествующая процессия сектантов, которые превратились в жаб.
В рассказе «Безымянный город» описана древняя раса рептилий.
В рассказе «Селефаис» впервые упоминается Иннсмут, а также моря Страны снов.
В рассказе «Загадочный дом на туманном утёсе» упоминаются морские существа «Гнорри, которые имеют плавники и строят таинственные лабиринты в сумрачном море», а также Морские боги.
В рассказе «Модель для Пикмана» разъясняется связь моряков и золота, которое они добывали в плаваниях на Восток.
В рассказе «Ужас в Ред Хуке» описаны подпольные культы в Бруклине и морская ведьма.
В романе «Случай Чарльза Декстера Варда» Саймон Орн, в похожей на продавца лавки манере, описывает в письме маршрут по городу.
В рассказе «Ужас Данвича» герои наблюдают через подзорную трубу за тем, как ученые сражаются с монстром. В Данвиче тоже все указатели в город сняли с дорог.
В рассказе «Он» колдуна преследует группа индейцев, которые выбивают дверь и врываются в его комнату.
В рассказе «За стеной сна» описано отчужденное поселение в горах, а также встречается фраза «белое отребье».
В рассказе Брайна Ламли сюжет напрямую связан с глубоководными, имеющими характерный "Иннсмутский вид" Действие происходит на берегах Англии, а не Америки.

## Экранизации
- Дагон (2001)
- Ктулху (2007)
- Расследования Лавкрафта - 3-й сезон подкаста BBC Radio 4, вышедший в 2020 году.
- Ювенальный инспектор: тень над Йыхви (съемки начались в 2024 году)